# Dãy núi Thương Sơn
Thương Sơn (tiếng Trung: 苍山; bính âm: cáng shān) còn gọi là Điểm Thương Sơn (点苍山), là một dãy núi dài khoảng 50 km, rộng khoảng 20 km, ở phía tây huyện cấp thị Đại Lý, tỉnh Vân Nam, Trung Quốc. Phía đông của nó là hồ Nhĩ Hải.

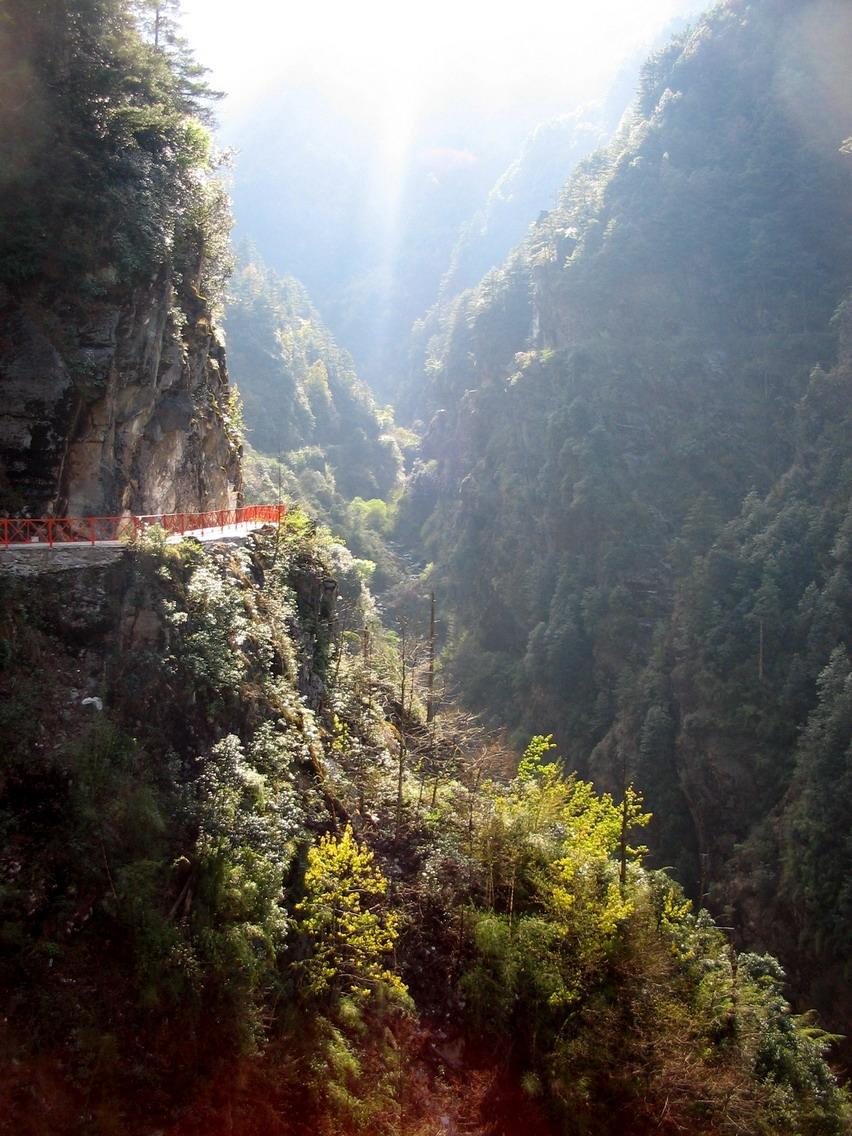
Thương Sơn

Đỉnh cao nhất của nó là đỉnh Mã Long, cao 4.122 m, ngoài ra dãy núi này còn có 18 đỉnh khác đều cao trên 3.500 m.

## Vị trí
Thương Sơn thuộc phía nam dãy núi Vân Lĩnh, phía bắc bắt đầu từ Nhĩ Nguyên, phía nam kéo dài đến cầu Thiên Sinh, phía đông giáp với hồ Nhĩ Hải, phía nam giáp với sông Hắc Huệ.

## Động thực vật
Dãy núi này nổi tiếng vì có nhiều loại thực vật đa dạng, phong phú, lần đầu tiên được Pierre Jean Marie Delavay khảo cứu khoa học vào năm 1882. Trên 3.000 loài thực vật sống trong dãy núi này.

## Mười chín đỉnh núi chính và 18 khe suối
Mười chín đỉnh núi chính của Thương Sơn từ bắc xuống nam bao gồm: Vân Lộng, Thương Lãng, Ngũ Đài, Liên Hoa, Bạch Vân, Hạc Vân, Tam Dương, Lan Phong, Tuyết Nhân, Ứng Lạc, Quan Âm, Trung Hòa, Long Tuyền, Ngọc Cục, Mã Long, Thánh Ứng, Phật Đính, Mã Nhĩ, Tà Dương.
18 khe suối bao gồm: Hà Di, Vạn Hoa, Dương Khê, Mang Dũng, Cẩm, Linh Tuyền, Bạch Thạch, Song Uyên, Ẩn Tiên, Mai, Đào, Trung, Lục Ngọc, Long, Thanh Bích, Mộ Tàn, Đình Huỳnh, Dương Nam.